# Don Annacoura
Don Annacoura (ur. 6 maja 1981) – seszelski piłkarz grający na pozycji pomocnika. W swojej karierze rozegrał 25 meczów i strzelił 4 gole w reprezentacji Seszeli.

## Kariera klubowa
Swoją karierę piłkarską Annacoura rozpoczął w klubie Sunshine SC. W 2000 roku zadebiutował w nim w pierwszej lidze seszelskiej. W debiutanckim sezonie zdobył z nim Puchar Seszeli. W 2007 roku grał w nowo powstałym St Louis Suns United FC (na skutek fuzji Sunshine SC i St Louis FC). W 2008 roku przeszedł do St Michel United FC, w którym grał do 2014 roku, czyli do końca swojej kariery. Wraz z nim wywalczył pięć tytułów mistrza Seszeli w sezonach 2008, 2010, 2011, 2012 i 2014, wicemistrzostwo w 2009 oraz trzy Puchary Seszeli w sezonach 2008, 2009 i 2011.

## Kariera reprezentacyjna
W reprezentacji Seszeli Annacoura zadebiutował 8 kwietnia 2000 roku w zremisowanym 1:1 meczu eliminacji do MŚ 2002 z Namibią. Od 2000 do 2011 rozegrał w kadrze narodowej 25 meczów i strzelił 4 gole.